# Wehi Scheamda
We'hi Sche'amda (והי שעמדה) ist ein Pijjut (liturgisches Gedicht) in der jüdischen Pessach-Haggada.
„We'hi Sche'amda“ ist eine kurze Passage in der Pessach-Haggada, die von der wiederholten Rettung des Volkes Israel durch Gott vor all seinen Feinden berichtet. Es ist üblich, den Abschnitt zu singen, und heute ist er auch als eigenständiges Pijjut weit verbreitet. 

## Gottes Bund mit seinem Volk
Die Platzierung des Liedes innerhalb der Haggada ist aussagekräftig. Es folgt einem Teil der Erzählung der Exodus-Geschichte mit dem Titel Gelobt sei der Eine, der sein Versprechen an Israel hält. Dies bezieht sich auf den Bund, den Gott mit dem damals kinderlosen Abraham geschlossen hat. Gott versprach, dass seine Nachkommen zahlreicher als die Sterne am Himmel sein würden (Gen 15,5) und sie das Land erben würden, das er ihnen zeigen werde (Gen 15,18–21). Als Abrahams Nachkommen in Ägypten versklavt wurden, sah Gott ihr Leid und erneuerte den Bund - nun mit dem ganzen Volk. Exodus 6, 7-8: "Und ich werde euch zum Volk nehmen und euer Gott sein, und ihr werdet erkennen, dass ich der Ewige, euer Gott, es bin, der euch von den Lastarbeiten der Ägypter befreit. Ich will euch in das Land bringen, von dem ich mit erhobener Hand geschworen, es Awraham, Izchak und Jaakow zu geben, und ich werde es euch zum Erbbesitz geben, ich der Ewige."
Der Terminus "Schicksalsbund für Israel" (hebr. "Brit Goral", בְּרִית גּוֹרָל), der nach Ex 6,7 zwischen Gott und dem Volk Israel in Ägypten geschlossen wurde, entstammt der Lehre des Rabbiners Josef Dov Soloveitchik. Dieser Bundesschluss impliziert nach Soloveitschik für jeden einzelnen Juden, dass er schicksalshaft mit allen anderen Juden verbunden ist. Jeder Jude ist Teil dieser Schicksalsgemeinschaft. Entweder erfolgt eine kollektive Verfolgung der Juden oder eine gemeinsame Rettung. Die aus der Leidensverbundenheit resultierende Verantwortung füreinander ist ein wesentlicher Aspekt der gemeinsamen Erfahrung.
Der Pijjut "We'hi Sche'amda" thematisiert das gemeinsame Schicksal von Verfolgung und Leid und verweist auf das Versprechen Gottes, das Volk stets aus der Hand seiner Feinde zu retten.
| Hebräisch | Transliteration | Übersetzung |
| וְהִיא שֶׁעָמְדָה לַאֲבוֹתֵינוּ וְלָנוּ שֶׁלֹּא אֶחָד בִּלְבָד עָמַד עָלֵינוּ לְכַלּוֹתֵנוּ אֶלָּא שֶׁבְּכָל דּוֹר וָדוֹר עוֹמְדִים עָלֵינוּ לְכַלּוֹתֵנוּ וְהַקָּדוֹשׁ בָּרוּךְ הוּא מַצִּילֵנוּ מִיָּדָם | V'hi she-am'dah la-avoteinu v'lanu. Shelo echad bilvad, amad aleinu l'chaloteinu. Ela sheb'chol dor vador, om'dim aleinu l'chaloteinu, v'HaKadosh Baruch Hu matzileinu mi-yadam. | Und dies ist es, was unseren Vorfahren und uns beigestanden hat, denn nicht einer allein ist aufgestanden, um uns zu vernichten, sondern in jeder Generation stehen sie gegen uns auf, um uns zu vernichten. Doch der Heilige, gelobt sei ER, hat uns aus ihrer Hand errettet. |

Der orthodoxe Sänger Yonatan Razel, der jüdische liturgische Gedichte und Gebete vertont, wurde 2009 mit der Vertonung von „We'hi Sche'amda“ für Yaakov Shwekey berühmt. Der israelische Haredi-Radiosender Kol Chai bezeichnete das Lied als „Lied des Jahrzehnts“, da es sowohl bei säkularen als auch bei religiösen Zuhörern beliebt war und zur Hymne für das Pessachfest in Israel wurde.
Während der COVID-19-Pandemie in Israel stellte die israelische Sängerin Eden Ben Zaken eine Coverversion von „We'hi She'amda“ auf YouTube ein.